# 전사체학
ع الفيس
전사체학(轉寫體學)은 발현된 RNA의 총체를 연구하는 체학의 한 분야이다. 단백체학, 유전체학, 상호작용체학등과 같이 1990년대 이후에 각광받기 시작한 생정보학의 한  분야이기도 하다. 발현된 단백질의 총합인 단백체와 함께, Expressome을 형성한다. 이 두가지를 합한 연구학문을 발현체학이라고 한다. 전사체학과 발현체학은 유전체학에 기능연구를 추가하는 가장 데이터 양이 많은 분야로서 기능유전체학의 중요 분야이다.

## 역사적 배경
전사체학을 간단히 표현하면, DNA칩을 이용한 정보생산과 그것을 분석하는 생정보학 또는 생명정보학이라고 볼 수 있으며, 1995년 경 아피메트릭스와 스태포드의 팻브라운의 cDNA 마이크로어레이 실험법이 보급되기 시작하면서 급성장한 체학의 한 분야이다. 그러나, 실제적인 원천기술은 블랏팅을 개발한 영국의 사던(Southern)이 가지고 있다.
1990년대 말에는 그 정보의 양이 폭발적으로 늘어나서, 생정보학의 핵심부분으로 부각되었다. 그러나, 이 당시, 많은 양에 비하여 생산된 데이터의 질이 떨어져서 많은 생명과학자로부터 실험 데이터의 신빙성에 대한 비판적 시각이 증가했다.

## 전사체학 데이터베이스
대표적인 데이터베이스는 NCBI의 GEO, EBI의 Arrayexpress 등이 있다. 최초의 체계적인 전사체학분석은 하바드 의대의 조지 쳐치 연구소에서 시작되었다. 그러나, 현재는 생정보학 전문기관인 EBI와 NCBI의 역할이 더 중요하다.

## 서열해독을 통한 전사체연구
2005년경부터 개발된 차세대 염기서열 분석의 등장으로 기존의 마이크로어레이를 대체한 서열해독을 이용한 RNA-seq과 같은 방법이 2010년 현재 전사체를 해독하는 주 방법이 되었다.

## 같이 보기
- 전사체